# 池田学問所
池田学問所（いけだがくもんじょ）は、信濃国安曇郡にあった学問所（郷学）。

## 概要
1788年（天明8年）、池田宿の町民の浄財を集め、松本から杉山巣雲を初代師匠として招き、男女の区別なく子どもに習字や読書を教えていた学問所である。1856年（安政3年）の大火で焼失したが、父兄や町内有志の熱心な献金により2年後に再建。
1872年（明治5年）、学制発布による筑摩県の池田学校が置かれるまでの84年間にわたって、池田町を代表する教育機関として足跡を遺した。

## 沿革
- 1788年（天明8年）に村の人々が林泉寺のそばに池田学問所を建て、杉山亮蔵（巣雲）を招き、子どもに習字や読書を教えていた[4]。
- 習字は、いろは歌、仮名文、名頭字、町村名、日本国尽、諸証文、諸往来（商売往来、消息往来、庭訓往来など）が教えられていた[4]。
- 読書は、実語教、童子教、孝経、四書、五経、文選、左伝が教えられていた[5]。
- 授業時間について午前6時から8時までは読書、10時から午後4時までは習字、1と6のつく日は講義があった。謡曲や諸礼式はその間に学んでいた。
- 生徒を11等（1 - 10等、初等）に分け、1等生の中から何人かを選び、行司としていた。行司は1人しかいない先生の補助として監督を担い、交代しながらその役目を担当していた。
- 就学年齢は7、8歳から14、15歳までの約8年間（男女の別については制約がなく、絵馬の奉納者には女性の名も見られる）[6]。
- 入学料や謝礼について、定まった決まりはなく、貧しい者は免除されていた。入学金は酒やさかな、金1朱から2朱、謝礼は五節句に蒸もち、赤飯、精米が送られていた。年末には気持ちと財に応じて1両から1分が渡されていたが、貧しい者は納めずとも問われなかった。
- 生徒数については出入りする者は常に300人以上あり、近隣の村々の子どもも先を争って入学していた。
- 1856年（安政3年）の大火で学問所の建物は焼失したが、2年後の安政5年（1858年）に子どもの保護者と村人が資金を出し合い、学問所を再建した。
- 巣雲の没後は、その弟子で桂園派歌人の内山真弓が跡を継ぐが、やがて京都へ出たため、その後は友成主税（ともなり ちから）、市川宮内（いちかわ くない）、その養子の市川淳一（深尾友文）が継ぐ[7]。
- 1872年（明治5年）に筑摩県の学校「池田学校」が置かれるまでの84年間にわたり、池田の大切な教育の場として立派な足跡を残した。
- 江戸末期には、池田学問所に5人の師匠が居たが、池田学問所の生徒が通う池田町村には町部だけでなく山間地まであわせて合計34人の師匠がおり、池田教育は町内全域に拡がっていた[8]。

## 設立の経緯
明治政府が学制発布により小学校設立の方針を打ち出すまで、日本には生活を基盤として親から子へ、子から孫へといった親譲りの教育をおいて教育という名の付く機関での学びという概念はなかった。江戸時代中末期近くには全国の各藩が挙って藩学を起こし、武士の子弟はそこで教育を受けた。対して、一般庶民の子弟は私塾や寺子屋に通って日常の用を弁ずるに足る読み書き・そろばんを中心に教えを受けた。
江戸時代末期、池田には町部のみならず山間部にも私塾・寺子屋が存在し、庶民教育が隅々まで普及していたことが窺えるが、定まった校舎らしいものはなく、その場で読み書きを学ぶ程度であった。天明年間、産業が盛んになり町が栄えてきた際に、学問を大切にする機運が高まり、町中の大人が相談し浄財を集め、1788年（天明8年）林泉寺の傍らに塾舎が開かれ「池田学問所」と命名された。

## 杉山巣雲

杉山巣雲の銅像（あづみ野池田クラフトパーク）

杉山巣雲（すぎやま そううん) は、池田学問所の初代先生として学問所の発展に尽力した。巣雲は、もと松本藩士で、藩棒術師範の祖父、学問好きの父の元で育てられ、8歳ごろから藩校（新町学問所）で学んだ。子供のころから、学問のなかでも特に書が得意であった。どっしりとした書きぶりで、穏やかである人柄がわかる書がのこる。教育への情熱はここで林鳳岡の弟子・多湖栢山の長男である多湖松江から受けた教育が大きく影響している。
巣雲は1833年（天保5年）に学問所の塾舎で亡くなる。享年71年であり、死を聞いた地域の人々は、皆涙を流して嘆き悲しんだと言われている。
しかし、巣雲の墓の石碑や1828年（文政11年）に建てられた池田八幡神社境内にある人の得をたたえる碑である寿碑は随分と傷つけられている。これは多くの人が学問ができるようになることを願って、粉にして飲んだりお守りにしたりしていたためである。そのため、寿碑が傷んでしまい、1969年（昭和44年）に、新しい寿碑が隣に建てられた。この地域で巣雲がとても尊敬されていたことが窺える。
巣雲が亡くなった後、1786年（天明6年）会染村で生まれた内山真弓が2代目の先生として学問所を引き継いだ。真弓は、14歳から池田学問所で巣雲のもとで学んだ。

## 授業内容
平均7.8歳で入学した生徒はいろは、仮名文を身に付け、その後苗字や国・郡・村の漢字を学ぶ。一方文章を学ぶ教科書は、（借用、契約、受け取りに関する）証文、（手紙、商売、一般人や武士の心得に関する）往来文などである。
授業は朝6時から2時間に及ぶ読書から始まる。一方、授業の中心を占めるのは習字であり、午前10時から午後4時までの6時間に及んで行われた。読書や習字の題材は男女間で異なる。例えば、男性の場合は千字文という中国の教育書であり、女性の場合は女大学という女性の心得についての書物であった。
講義が行われることもあり、日付に一と六が入る一六の日には先生が四書五経などの本を用いて講義を行った。

## 関係資料
池田学問所に関する資料は、池田町文化財資料館内に関連資料が展示されている。
池田町の歴史文化を紹介するホームページで概要が紹介されている。
池田町図書館、隣村である松川村の松川村図書館には参考文献に示した資料が保管されている。